# Balacra elegans
Balacra elegans är en fjärilsart som beskrevs av Aurivillius 1892. Balacra elegans ingår i släktet Balacra och familjen björnspinnare. Inga underarter finns listade i Catalogue of Life.